# کلکه جان
کلکه‌جان، روستایی از توابع بخش مرکزی شهرستان مریوان در استان کردستان ایران است.

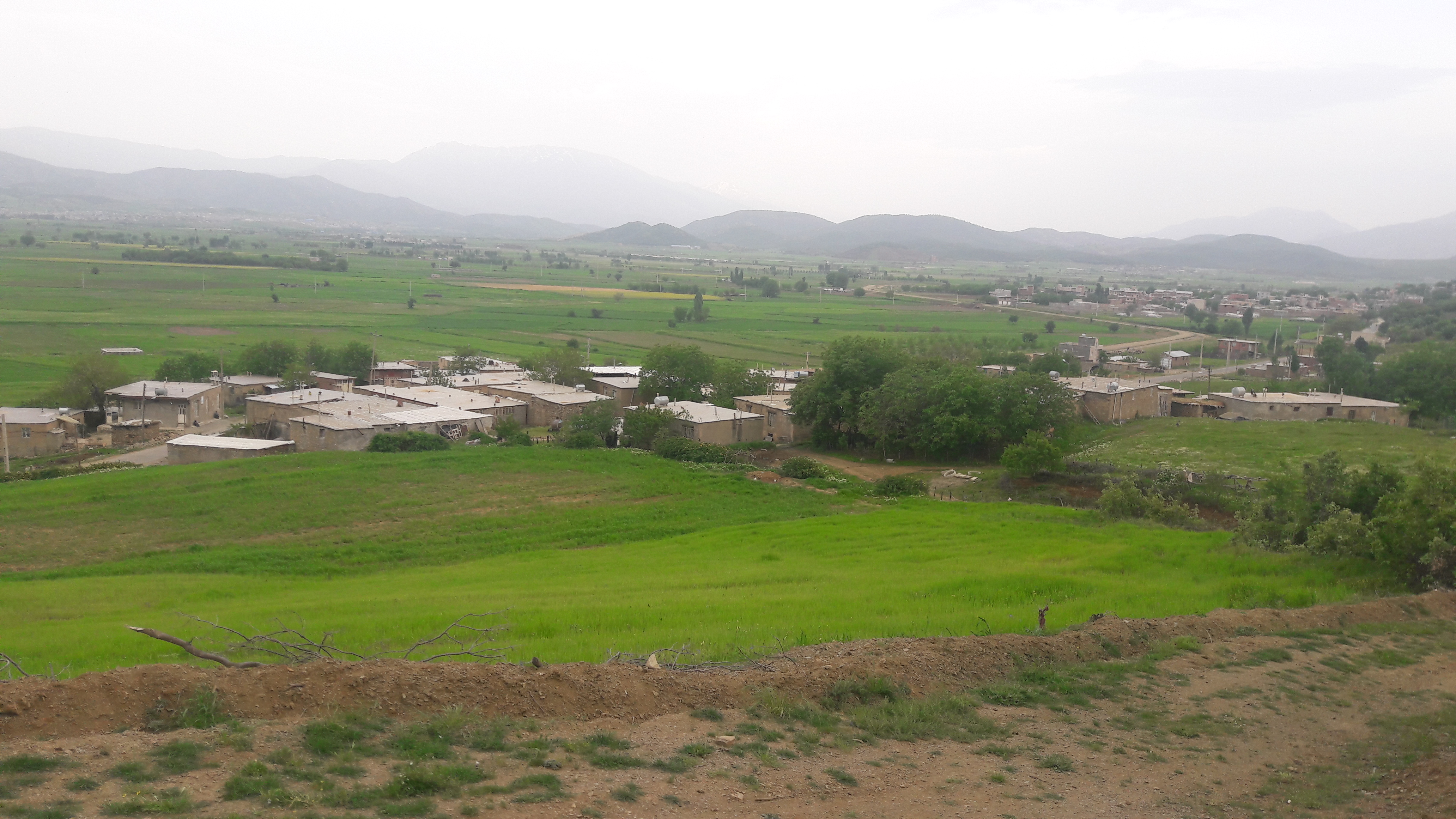
Kalkajan

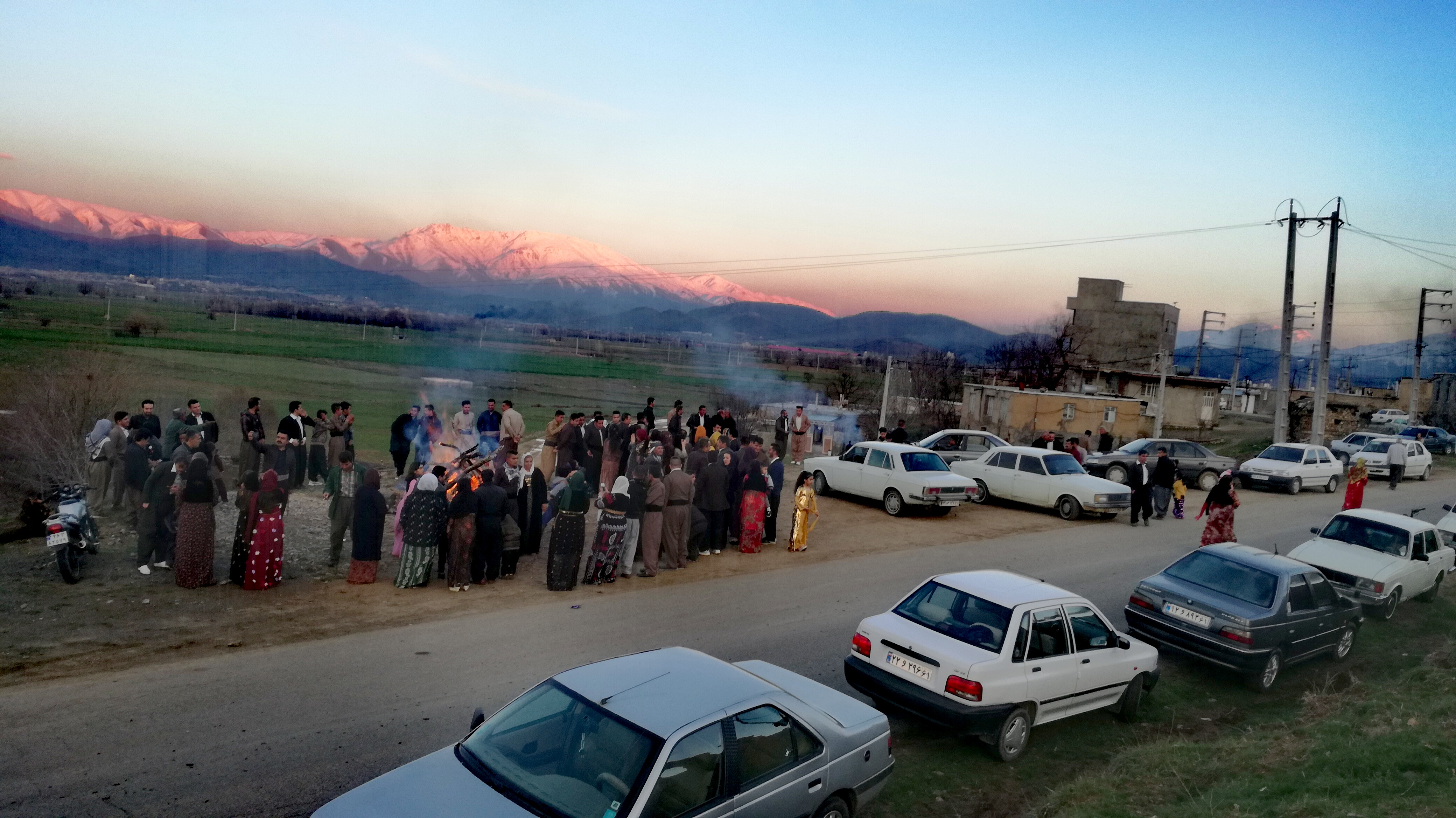
Kalkajan 2

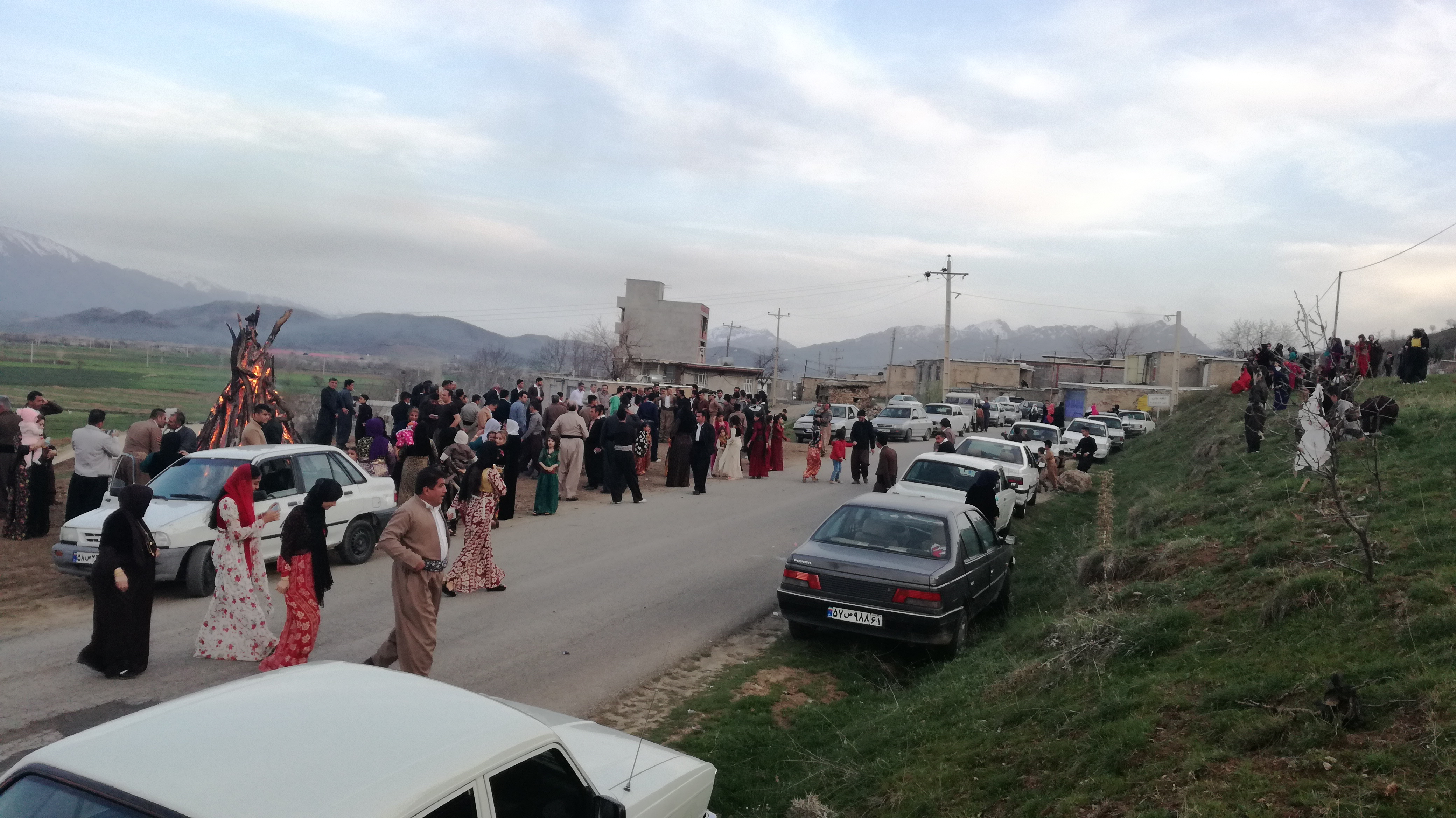
Newroz

## بیوگرافی
این روستا در دهستان زریوار قرار دارد. موقعیت این روستا در حدود 7 کیلومتری جنوب شرقی شهرستان مریوان و در همسایگی روستاهای وله ژیر و نی، روبه روی دانشگاه آزاد مریوان واقع شده. نام خانوادگی اکثر مردم این روستا باب و بابک است. براساس سرشماری‌های صورت گرفته در سال 1395، جمعیت آن 234 نفر (52خانوار) بوده‌ است.

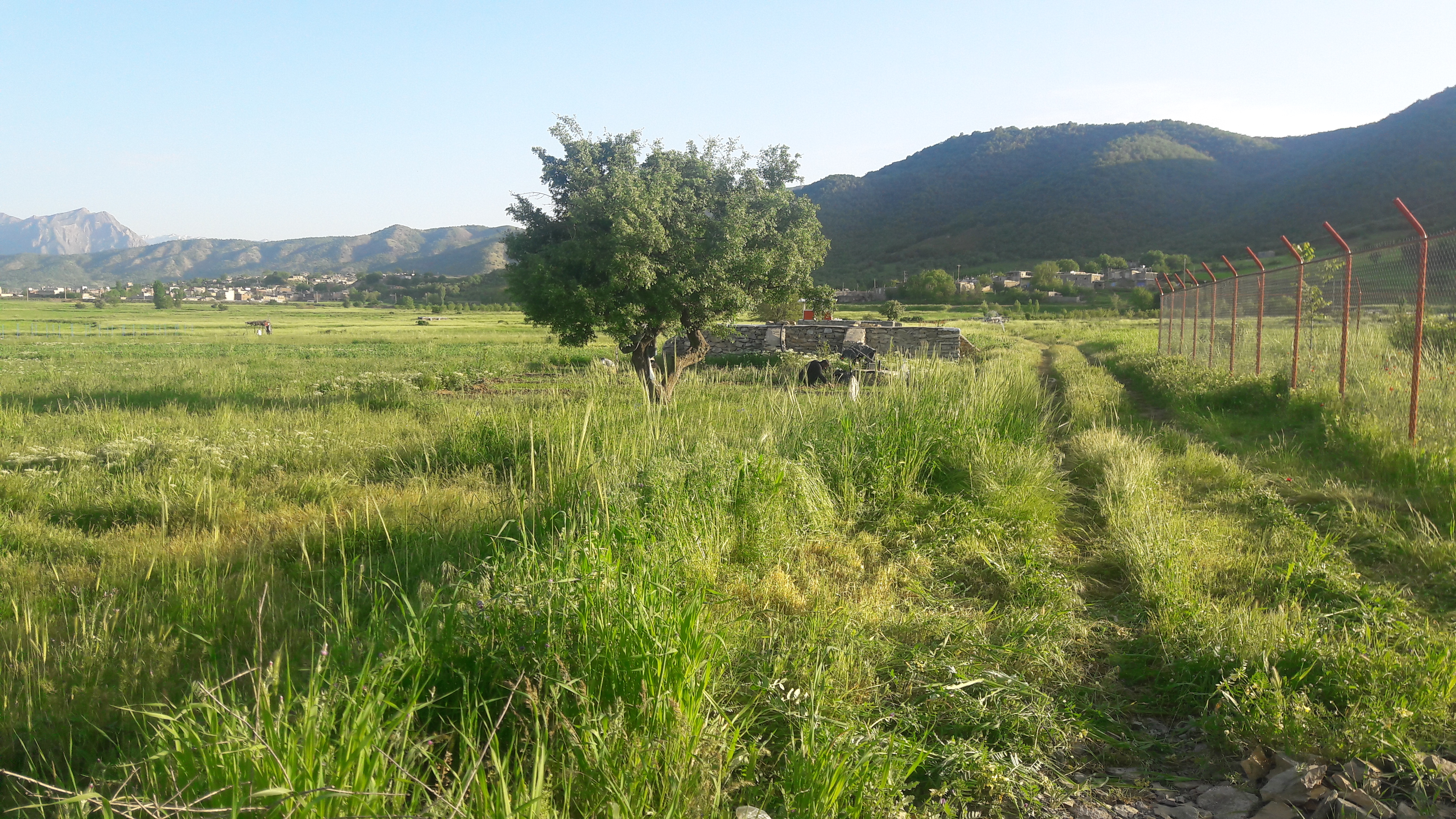
Kalka jan

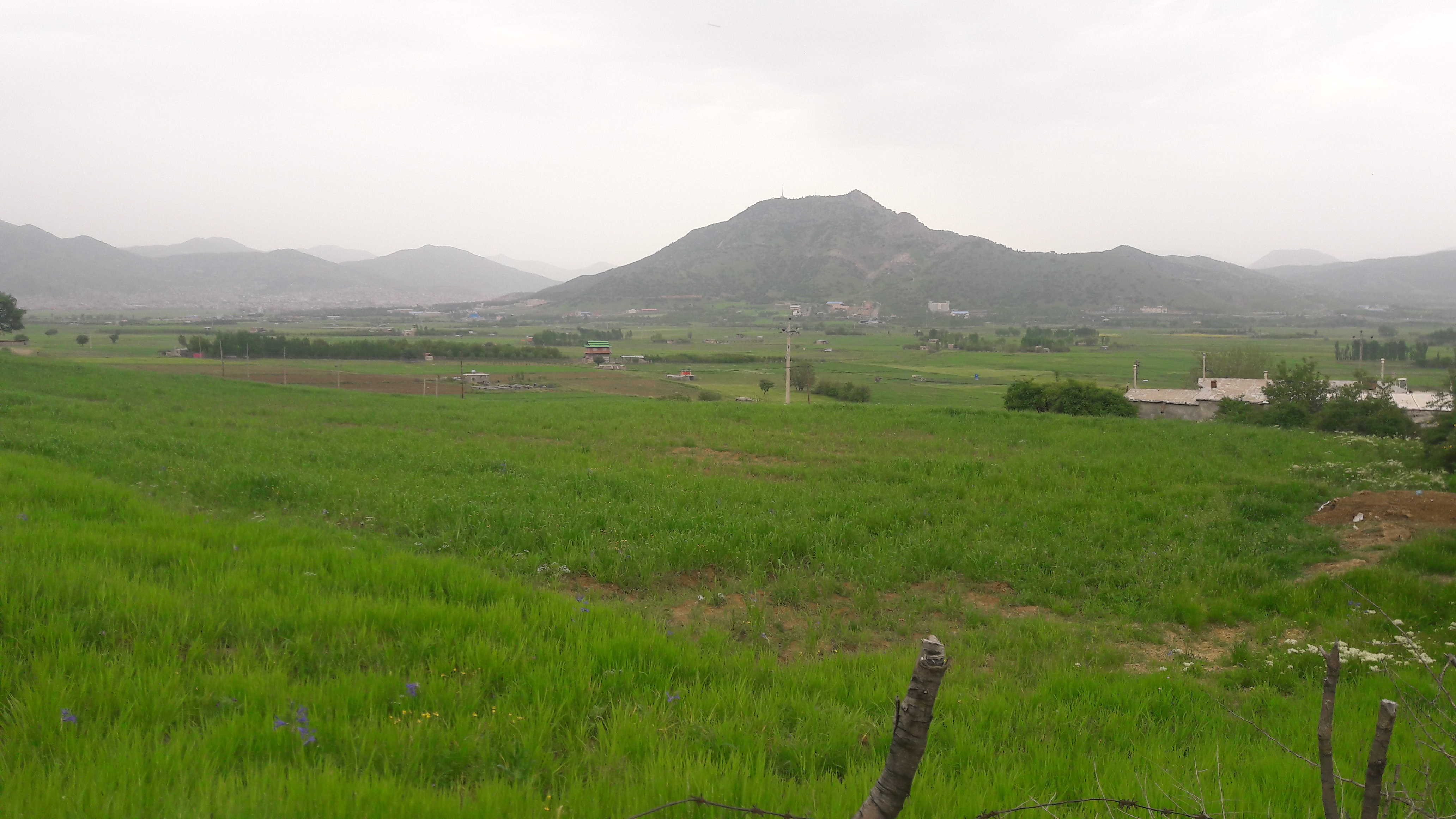
Kalka jan 3